# Nunhem
Nunhem (uitgesproken als Nunem) (Limburgs: Nunûm) is een kerkdorp in de Nederlandse provincie Limburg en maakt deel uit van de gemeente Leudal.

## Geschiedenis
De plaats komt in 1224 als Numen. De naam zou teruggaan op de samenstelling van Nieuw en Heem, wat "nieuwe woonplaats" betekent. De parochie Nunhem wordt eveneens vermeld in 1224. Op die datum wordt het patronaatsrecht en het personaat van Nunhem door Dirk van Altena en zijn vrouw Ymaina overgedragen aan de abdij van Averbode. De Parochie Nunhem was verbonden met de kloosters van Keizerbos (Neer) en Sint-Elisabethsdal (Nunhem)
Naast een kerk ontstond in de middeleeuwen ook een kasteel. De huidige dorpskern ontwikkelde zich vooral in de 20e eeuw. Aan de noordzijde van het dorp werd in de 13e eeuw kasteel Ghoor gebouwd.
Nunhem maakte van 1450 tot 1568 deel uit van het toen bestaande Graafschap Horn. 
Nunhem was tot 1942 een zelfstandige gemeente, en behoorde sindsdien, tot 2007, bij de gemeente Haelen. In dat jaar ging Haelen, en daarmee Nunhem, op in de fusiegemeente Leudal.

## Bezienswaardigheden
- Sint-Servatiuskerk
- Maria Schoot, voormalig klooster
- Sint-Elisabethsdal, voormalig klooster nabij de Leumolen
- Kapellen
  - Sint-Servaaskapel, uit 1892, bij Servaasweg 46
  - Calvariekapel, naast de Sint-Servaaskapel gesitueerd
  - Sint-Jobskapel, uit 1886, bij Voort 7
  - Mariakapel, uit 1920, bij Servaasweg 4
  - Sint-Jozefkapel, uit 2012
- Huis Nunhem, voormalig kasteel
- Kasteel Aldenghoor
- Watermolens
  - Leumolen, watermolen op de Leubeek
  - Sint-Elisabethsmolen, watermolen op de Leubeek, nu een ruïne
- Boerderij Strikkenhof, 18e-eeuws, aan Burgemeester Peetersstraat 41-43
- Steenfabriek Corubona, uit 1912

## Natuur en landschap
Nunhem ligt in de vallei van de Haelense Beek, welke in noordelijke richting stroomt. De hoogte bedraagt ongeveer 22 meter, waarmee Nunhem in het laagterras van de Maas ligt, getuige ook de aanwezigheid van een steenfabriek.
Ten noordwesten van Nunhem bevindt zich het natuurgebied Leudal.

## Geboren in Nunhem
- Jean van Groenendael (1863- 1919), architect
- Jacques van Groenendael (17 augustus 1864 - Bergeijk, 16 maart 1932), architect
- Hubert van Groenendael (28 december 1868 - Maastricht, 1 januari 1942), architect

## Verenigingsleven
Nadat de fanfare van Nunhem in 2005 het Limburgs Kampioenschap in de vijfde divisie binnenhaalde werd ook het Nederlands kampioenschap in dezelfde divisie gewonnen.

## Voorzieningen
Het dorp kent enkele cafés en een enkele winkel, alsmede een camping.

## Leukste dorp van Limburg
Op 22 mei 2009 werd Nunhem uitgeroepen tot het 'Leukste dorp van Limburg'. Nunhem versloeg 174 andere dorpen in de wedstrijd welke gevolgd kon worden op L1 Televisie. Mensen konden via internet hun stem uitbrengen op het dorp dat zij het leukste vonden. Nunhem won met 3677 stemmen, tweede in de competitie werd Baarlo, dit dorp kreeg 3458 stemmen.

## Nabijgelegen kernen
Buggenum, Haelen, Neer
Dorpen: Baexem · Buggenum · Ell · Grathem · Haelen · Haler · Heibloem · Heythuysen · Horn · Hunsel · Ittervoort · Kelpen-Oler · Neer · Neeritter · Nunhem · Roggel

Buurtschappen: Aan de Bergen · Aan het Broek · Achter het Klooster · Asbroek · Beekkant · Berik · Blenkert · Brumholt · Caluna · Castert · De Horck · Dries · Eiland · Eind · Ellerhei · Gendijk · Geneijgen · Gerhegge · Haelense Broek · Hanssum · Heiakker · Heide (Heythuysen) · Heide (Roggel) · Heioord · Heugde · Hoek · Hollander · Hoogschans · Hoogstraat · De Horck · Kappert · Karreveld · Keizerbos · Kinkhoven · Laak · Maxet · Mortel · Nijken · Op de Bos · Ophoven · Overhaelen · Roligt · Santfort (deels) · Schaapsbrug · Schans (Ell) · Schans (Roggel) · Schillersheide · Smidstraat · Strubben · Uffelse · Venne · Vestjenshoek · Vlaas · Waije

Voormalige gemeenten: Haelen · Heythuysen · Hunsel · Roggel en Neer

Limburg: Steden en dorpen      Nederland: Provincies · Gemeenten